# Nueva Zelanda en los Juegos Paralímpicos de París 2024
Nueva Zelanda estuvo representada en los Juegos Paralímpicos de París 2024 por un total de 24 deportistas, 13 hombres y 11 mujeres.

## Medallistas
El equipo paralímpico neozelandés obtuvo las siguientes medallas:
| Nombre             | Deporte           | Evento                             |
| ------------------ | ----------------- | ---------------------------------- |
| Oro                |                   |                                    |
| Anna Grimaldi      | Atletismo         | 200 m T47 femenino                 |
| Plata              |                   |                                    |
| Danielle Aitchison | Atletismo         | 100 m T36 femenino                 |
| Danielle Aitchison | Atletismo         | 200 m T36 femenino                 |
| William Stedman    | Atletismo         | 400 m T36 masculino                |
| Nicole Murray      | Ciclismo en pista | Persecución individual C4 femenino |
| Bronce             |                   |                                    |
| Anna Grimaldi      | Atletismo         | 100 m T47 femenino                 |
| Holly Robinson     | Atletismo         | Peso F46 femenino                  |
| Anna Grace Taylor  | Ciclismo en pista | Persecución individual C5 femenino |
| Peter Cowan        | Piragüismo        | Individual VL3 masculino           |